# 小林倫子
小林 倫子（こばやし りんこ、本名：小林グルジンスカ倫子(Kobayashi Grudzińska Rinko)、1951年2月19日 - ）は、兵庫県生まれの日本のピアニスト。1977年からポーランドのワルシャワに在住。夫はワルシャワショパン協会とショパン国際ピアノコンクールの事務総長を長年務めたアルベルト・グルジンスキ (Albert Grudziński)。ポーランドでは、フレデリック・ショパン作品の演奏家として知られる。

## 来歴・人物
2歳から本を読み始め、サトウハチローの詩にメロディをつけて童謡を作曲していた。山田耕筰が新聞記事でそれを知り、山田は詩を持参して曲を作るように話した。小林によるメロディーは、冒頭と末尾が山田が付けた曲とよく似ていたという。山田は自筆でそれぞれを楽譜に写し、後に遠山音楽財団付属図書館が出版した『山田耕筰作品資料目録』に掲載された。
3歳から歌を、4歳から内田聆子の下でピアノを始める。5歳からは歌唱やピアノ演奏でテレビにも複数回出演したほか、子供むけミュージカルでの主演経験もあった。小学校5年生から中学3年生までは福岡県で佐藤博子・原田吉雄に師事した。
桐朋女子高等学校音楽科を経て桐朋学園大学に進み、この間に井口基成・小島準子に師事したほか、齋藤秀雄にも個人的に指導を受けた。また、別宮貞雄からは作曲を学ぶ。卒業時に「音楽賞」を受賞した。
大学卒業後、東京音楽大学と東京音楽大学付属高等学校で講師を務める。
第39回と第40回の日本音楽コンク－ルで連続入選し、第18回海外派遣コンク－ルで特別表彰を受賞した。1980年、第10回ショパン国際ピアノコンクールでディプロマと特別賞を得る。アンジェイ・ヤシンスキに指導を受け、日本人では唯一の弟子となった。
1987年からワルシャワラジオテレビ室内オーケストラで解散時まで数年間, ソリストを務めた。
ニューヨークのカーネギー・ホール、ロンドンのウィグモアホ－ル、ウィ－ン国際マイスタ－コンチェルトシリーズを始め、ヨ－ロッパ・アメリカ・日本・台湾で、リサイタルやオ－ケストラとの共演をおこない、国際フェスティバルにも出演している。1995年にデンマーク女王のマルグレーテ2世がポーランドを訪問した際に、臨席の場で演奏した。

## ディスコグラフィ
演奏CD・LPは、Warner Music Poland・Poskie Nagrania・ポニーキャニオン・ZPR Records・Polskie Nagrania Edition・Audiostaxなどからヨ－ロッパ・アメリカ・日本でリリースされている。また、YouTubeの他、Spotify,  Apple Music, Deezer, Amazon Music Unlimited, Tidal、Wynk Musicなどのストリ－ミングにアップされている。
1998年リリ－スの「Chopin Forever」は、99年にポ－ランドでのクラシックピアノ部門で初めてのゴ－ルドCD（1万枚）を、また翌年にはポ－ランドのクラシックソロピアノ（協奏曲部門ではクリスティアン・ツィメルマンが受賞）で初めてのプラチナCD（2万枚）を獲得した。
1999年に国立ポ－ランドラジオシンフォニ－オ－ケストラと世界初録音した『Rinko Kobayashi plays Roman Maciejewski』は、第6回フレデリク賞の現代音楽部門にノミネートされた。

## 出版物
『世界子供のためのピアノ曲集ポ－ランド編』を夫と監修・出版した。夫とその兄の共著『ショパン、愛と追憶のポ－ランド』を松本照男とともに日本語に翻訳して2006年に刊行した。

## 賞歴
1988年、ショパンの作品を国際的に広めた功績を認められて文化大臣から「ポ－ランド人民共和国文化功労賞」を受ける。
2002年、ポ－ランド大統領より「ポ－ランド共和国功労騎士十字勲章」を受章。